# كاتلين بوكور
كاتلين بوكور (بالرومانية: Cătălin Bucur)‏ هو لاعب كرة قدم روماني في مركز الهجوم، ولد في 25 مارس 1983 في بيستريتسا في رومانيا. لعب مع ACS Sticla Arieșul Turda ‏.

## وصلات خارجية
- كاتلين بوكور على موقع قاعدة بيانات كرة القدم.إي يو (الإنجليزية)
- كاتلين بوكور على موقع Soccerway.com (الإنجليزية)